# Сагайдачний Юрій Мусійович
Ю́рій Мусі́йович Сагайда́чний (справжнє прізвище — Шворінь; нар. 1867, Кременчук — пом. 20 вересня 1917, Смоленськ) — український актор і антрепренер.

## Життєпис
Народився 1867 року в м. Кременчук Полтавської губернії.
14-річним хлопчиком розпочав свою сценічну кар'єру в трупі Старицького.
Виступав також і на російській сцені, де серед його партнерів був відомий актор Митрофан Іванов-Козельский, а також на єврейській сцені антрепренера Абе Компанійця.
Як актор грав характерні ролі, але в останні роки діяльності перейшов на ролі буфонних коміків.
Понад 30 років очолював театральні колективи: десять років був антрепренером, двадцять років — представником театральних товариств. Був представником Товариства українських артистів, які 1917 року грали в театрі «Мініатюр».
1897—1903 років режисером його російсько-української трупи був Андрій Дубравін. Відомо, що 1898 року трупа Ю. Сагайдачного виступала в Нікополі, а 1903 року в цьому місті вже виступала самостійна трупа А. Дубравіна, доля якого в майбутньому буде тісно пов'язана з цим містом.
1911 року його український пересувний театр працював у Мінську. Зокрема, була показана опера М. Аркаса «Катерина».
Пішов з життя в Смоленську 20 вересня 1917 після важкої хвороби, залишивши дружину, артистку Мирову, і 17-річного сина.